# Entonyssidae
Entonyssidae (лат.) — семейство клещей из отряда Mesostigmata.
Паразитируют в дыхательных путях змей.

## Описание
Мелкие клещи (около 1 мм) с рудиментарным тритостернумом. Форма тела овальная. Дорзальный щиток цельный. На лапках двураздельная разветвлённая щетинка. Паразиты в лёгких змей.
Семейство включает более 20 видов, относящихся к восьми родам. Все виды были обнаружены в легких змей, принадлежащих к семействам ужеобразные (Colubridae), Lamprophiidae, аспиды (Elapidae), Homalopsidae и гадюковые (Viperidae; Colubroidea). Жизненный цикл состоит из яйца, личинки, протонимфы, дейтонимфы и взрослых особей. Они были обнаружены на большинстве континентов, за исключением Австралии.

## Классификация
7 или 8 родов (род Pneumophionyssus иногда выделяют в отдельное семейство Pneumophionyssidae).
- Род Cobrabyssus Fain, 1960
  - Cobrabyssus schoutedeni (Radford, 1953)
- Род Entonyssus Ewing, 1922
  - Entonyssus asiaticus  Fain, 1960
  - Entonyssus colubri  (Hubbard, 1938)
  - Entonyssus halli Ewing, 1922
  - Entonyssus javanicus  Fain, 1961
  - Entonyssus koreansis Noh & Sohn, 1991
  - Entonyssus philippinensis  Fain, 1961
  - Entonyssus rileyi  Ewing, 1924
  - Entonyssus squamatus Fain, Kutzer & Fordinal, 1983
- Род Entophiophaga Fain, 1960
  - Entophiophaga colubricola  Fain, 1960
  - Entophiophaga congolensis Fain, 1960
  - Entophiophaga natriciterei  Fain, 1960
  - Entophiophaga scaphiophis  Fain, 1960
- Род Entophioptes Fain, 1960
  - Entophioptes liophis Fain, 1960
- Род Hamertonia Türk, 1947
  - Hamertonia bedfordi (Radford, 1937)
  - Hamertonia psammophis Till, 1957
  - Hamertonia radfordi Fain, 1960
- Род Ophiopneumicola Hubbard, 1938
  - Ophiopneumicola colubri Hubbard, 1938
- Род Pneumophionyssus Fonseca, 1940
  - Pneumophionyssus aristoterisi Fonseca, 1940
  - Pneumophionyssus jellisoni Fain & Yunker, 1972[7]
- Род Viperacarus Fain, 1960
  - Viperacarus europaeus Fain, 1960